# Checotah
Checotah est une ville américaine du comté de McIntosh, dans l'Oklahoma. Elle doit son nom à Samuel Checote, le premier chef de la nation Creek élu après la Guerre de Sécession.